# Nicotiana sect. Undulatae
Nicotiana sect. Undulatae ist eine Sektion der Gattung Tabak (Nicotiana). Zu ihr werden fünf Arten gezählt.

## Beschreibung
Die Arten der Sektion Undulatae wachsen als krautige Pflanzen oder kleine Bäume mit weichem Holz. Die Laubblätter sind nahezu aufsitzend oder gestielt. Sie sind behaart, meist ist die Behaarung klebrig.
Die Blüten öffnen sich am Tag. Die Krone ist zygomorph oder fast radiärsymmetrisch, stieltellerförmig und gelb bis pink oder weiß gefärbt. Die Kronröhre kann gerade oder gebogen sein, die Kronlappen sind spitz.
Die Chromosomenzahl beträgt n=12.

## Verbreitung
Die Arten sind in den Anden von Ecuador bis nach Bolivien verbreitet.

## Systematik
Zur Sektion Undulatae werden folgende Arten gezählt: 
- Nicotiana arentsii Goodsp.
- Nicotiana glutinosa L.
- Nicotiana thrysiflora Bitter ex Goodsp.
- Nicotiana undulata Ruiz & Pav.
- Nicotiana wigandioides Koch & Fintelm.